# Barraux
Barraux – miejscowość i gmina we Francji, w regionie Owernia-Rodan-Alpy, w departamencie Isère.
Według danych na rok 1990 gminę zamieszkiwały 1214 osoby, a gęstość zaludnienia wynosiła 109 osób/km² (wśród 2880 gmin regionu Rodan-Alpy Barraux plasuje się na 679. miejscu pod względem liczby ludności, natomiast pod względem powierzchni na miejscu 1039.).
Przez gminę przepływa rzeka Isère. 